# 長島三奈の熱闘!スポーツM18
『長島三奈の熱闘!スポーツM18』（ながしまみなのねっとうスポーツエムワンエイト）は、1999年4月から2000年3月25日までテレビ朝日系列局（クロスネット局の福井放送とテレビ宮崎を除く）で放送されていたテレビ朝日制作のスポーツ情報番組である。

## 概要
当時テレビ朝日の社員だった長島三奈をメインキャスターに起用した土曜夕方の番組で、主に当日の昼間に行われたプロ野球やJリーグなどの試合結果を伝えていた。また、1999年は前年の夏の甲子園で活躍した松坂大輔のプロデビュー年だったため、松坂に関する話題も多く取り上げていた。
この番組の放送期間中、直前の時間帯に放送されていたANNの夕方ニュース番組『ANNスーパーJチャンネル』は、スポーツニュースをフラッシュニュースの形式で簡単に伝え、詳細を本番組へ譲るという形を取っていた。
2000年3月、キャスターの長島がテレビ朝日を退社することになったため、同年3月25日をもって番組自体も終了した。
なお、番組タイトルの「M18」のMは長島「三奈」の頭文字(MINA)から取ったもので、18は放送開始時間である18時から。

## 放送時間
いずれも日本標準時。
- 土曜 18:00 - 18:30
- 土曜 18:00 - 18:28 （1999年10月23日以降）

## 出演者

### キャスター
- 長島三奈（当時テレビ朝日スポーツ局記者）
- 中山貴雄（テレビ朝日アナウンサー）
- 萩野志保子（テレビ朝日アナウンサー）

### 野球解説者
- 広瀬哲朗（元日本ハムファイターズ選手）

| テレビ朝日系列 土曜18:00 - 18:28                                                        | テレビ朝日系列 土曜18:00 - 18:28                         | テレビ朝日系列 土曜18:00 - 18:28 |
| 前番組                                                                                  | 番組名                                                   | 次番組 |
| --------------------------------------------------------------------------------------- | -------------------------------------------------------- | --- |
| まもって守護月天! （1998年10月17日 - 1999年4月3日） ※18:00 - 18:30 【ここまでアニメ枠】 | 長島三奈の熱闘!スポーツM18 （1999年4月 - 2000年3月25日） | 検証ドキュメンタリー ザ・スクープ （2000年4月1日 - 9月30日） ※17:30 - 18:23 【土曜23:30 - 翌0:40から移動】ミニ番組 （テレビ朝日では『TVクリップ』） ※18:23 - 18:28 【28分繰り下げ】 |
| テレビ朝日系列 土曜18:28 - 18:30                                                        |                                                          | |
| まもって守護月天! （1998年10月17日 - 1999年4月3日） ※18:00 - 18:30 【ここまでアニメ枠】 | 長島三奈の熱闘!スポーツM18 （1999年4月 - 9月）           | 神風怪盗ジャンヌ （1999年10月23日 - 2000年1月29日） ※18:28 - 18:58 【2分繰り上げ】                                                                                                  |